# Palaeosetidae
Palaeosetidae là một họ côn trùng thuộc bộ Cánh vẩy, trong liên họ Hepialoidea. Một chi phân bố ở Colombia, Nam Mỹ (Osrhoes) và 3 chi khác ở Cựu Thế giới từ Assam đến Úc (Kristensen, 1999: 59-61; Nielsen et al., 2000).